# 香取型戦艦
| 香取型戦艦                               | 香取型戦艦 |
| ---------------------------------------- | --- |
| 1906年に撮影された「香取」。             | |
| 艦級概観                                 | |
| 艦種                                     | 戦艦 |
| 艦名                                     | 神社名 |
| 前級                                     | 敷島型戦艦 |
| 次級                                     | 薩摩型戦艦 |
| 性能諸元（（）内のスペックは鹿島のもの） | |
| 排水量                                   | 常備：15,950トン（16,400トン） |
| 全長                                     | 143.3m |
| 水線長                                   | 139m |
| 全幅                                     | 23.77m（23.81m） |
| 吃水                                     | 8.2m （常備） |
| 機関                                     | ニクローズ式石炭専焼水管缶20基 +直立型三段膨張四気筒レシプロ機関2基2軸推進 |
| 最大出力                                 | 16,000hp（15,600hp） |
| 最大速力                                 | 香取：20.2ノット （34.26km/h） 鹿島：19.2ノット |
| 航続距離                                 | 10ノット/10,000浬 |
| 燃料                                     | 石炭：750～1,851トン（2,007トン） |
| 乗員                                     | 864名 |
| 兵装                                     | アームストロング 1904年型 30.5cm（45口径）連装砲2基 ビッカース 1905年型 25.4cm（45口径）単装砲4基 アームストロング 1900年型 15.2cm（45口径）単装速射砲12基 アームストロング 1894年型 7.6cm（40口径）単装速射砲16基 オチキス 47mm機砲3基 45cm水中魚雷発射管単装5門 |
| 装甲                                     | 舷側：228mm（水線中央部）、54～127mm（艦首尾部） 甲板：45～90mm（主甲板） 主砲塔：228mm（香取、最大厚）、254mm（鹿島、最大厚） 主砲バーベット部：228mm（最大厚） 15.2cm砲ケースメイト部：152mm（最大厚） 司令塔：228mm（最大厚）                                  |

香取型戦艦（かとりがたせんかん）は日本海軍の準弩級戦艦の艦級で同型艦は2隻。

## 概要
日本海軍は、日露戦争に備えて当時イギリスで建造中であったキング・エドワード7世級戦艦を基に、ビッカース社とアームストロング社に新型戦艦として香取型を発注し建造させた。しかし、1904年に香取・鹿島が起工したものの、日露戦争には間に合わず、両艦とも戦争終結後の1906年に竣工している。
竣工時には、イギリスで最新鋭戦艦であるドレッドノートが進水しており、本級は生まれながらにしてすでに旧態化している状態だった。その後しばらく主力艦を務めたが、1923年のワシントン海軍軍縮条約で2隻とも廃艦となり、解体された。このうち「鹿島」の砲塔は陸軍クレーン船「蜻州丸（せいしゅうまる）」により東京湾要塞千代ヶ崎砲台へ運搬されて現地で要塞砲として活用された。

## 艦形について

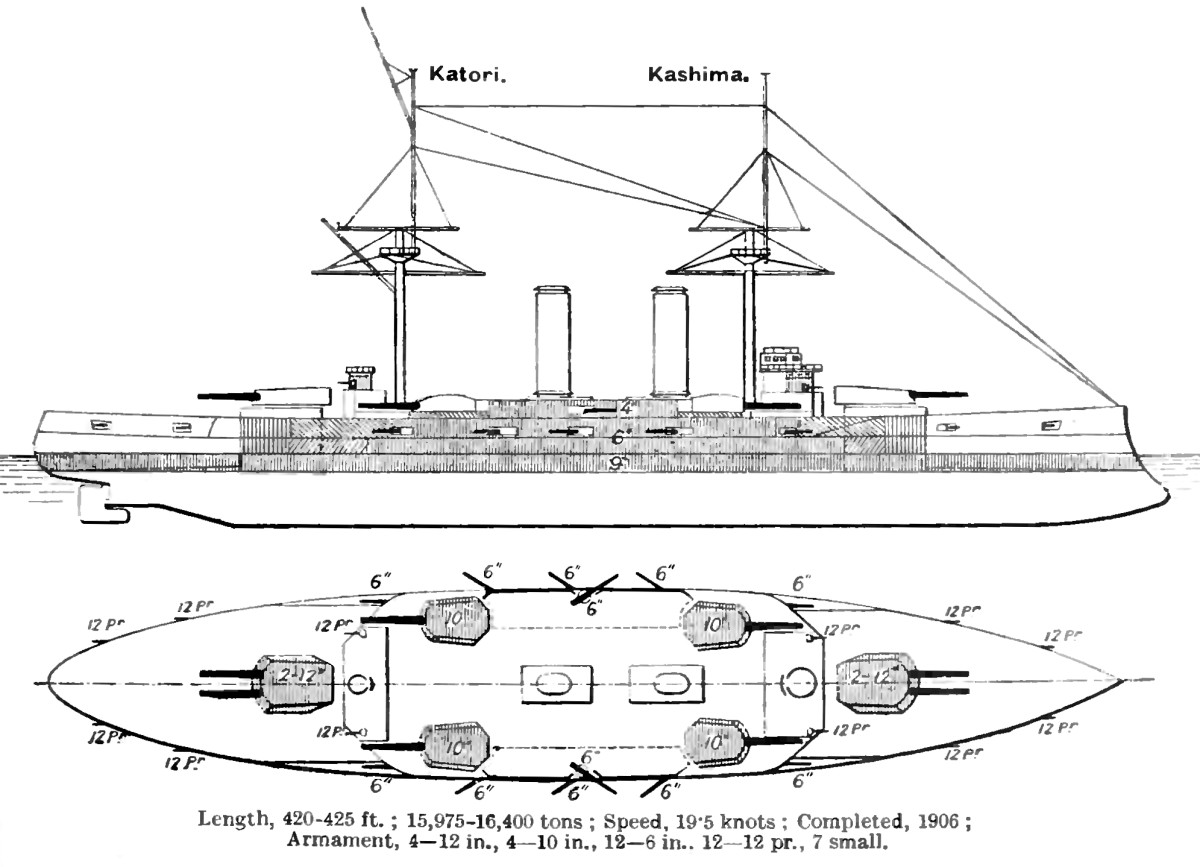
1923年の本級の武装・装甲配置を示した図。

船体形状は典型的な平甲板型船体であり、凌波性を良くするために乾舷を高く取られている。艦首には未だ衝角（ラム）が付いている。主砲は前級に引き続き「アームストロング 1904年型 30.5cm（45口径）砲」を楔形の連装砲塔に収めて艦首甲板に1基、その背後に司令塔を組み込んだ操舵艦橋、単脚式の前檣、2本煙突の両脇に細めの通風筒が立つ。その後ろに艦載艇置き場、ボート・クレーンの基部を兼ねる単脚の後檣、後部艦橋、2番主砲塔の順である。

## 武装

### 主砲
本級の主砲はアームストロング社の新設計の「アームストロング 1904年型 30.5cm（45口径）砲」である。その性能は重量386㎏の砲弾を仰角20度で最大射程21,120mまで届かせられる性能を持っていた。これを新設計の砲塔に収めた。砲塔の砲身は仰角20度･俯角5度の間で上下できた。この砲塔は左右150度に旋回でき、重量386kgの砲弾を毎分1発の間隔で発射できた。

### 副砲
副砲はビッカース社の新設計「1905年型 25.4cm（45口径）砲」を採用した。その性能は235㎏の砲弾を仰角30度で最大射程24,600mまで届かせられるこの砲を新設計の単装砲塔に収めて4基を配置した。この砲塔は砲身を仰角30度･俯角5度の間で上下でき、160度の旋回角度を持っていた。2分間で3発発射できた。

## 機関
ボイラーはニクローズ式石炭専焼水管缶を20基に、直立型四気筒三段膨張式レシプロ機関2基2軸推進とし出力17,350hp、速力20.2ノットを発揮した。航続距離は石炭750トンで速力10ノット/10,000海里である。

## 建造・発注に関する経緯
日清戦争後、日本海軍の第一期・第二期拡張が実施され、それに続いて計画された第三次拡張で「香取」と「鹿島」は建造された。第三次拡張は15000トンの一等戦艦3隻などを建造する計画で、予算は一度は不成立となったが、1903年の第18帝国議会で成立した。予算成立を受けて戦艦1隻の発注に対するイギリスの6社による指名入札が行われ、1903年9月11日に行われた入札の結果は以下の通りであった。
- ヴィッカーズ社：88万1103ポンド
- アームストロング社：88万5000ポンド
- フェアフィールド鉄工所：95万5000ポンド
- ジョン・ブラウン社：96万9001ポンド
- テイムズ鉄工所：99万8600ポンド
- レアード社：112万3000ポンド

戦艦3隻は11年かけて3隻を順次発注する計画であったが、ロシア艦隊の増強に対する形で1903年10月に山本権兵衛海軍大臣は戦艦2隻臨時購入及び1隻建造の繰り上げを提案し、12月に戦艦2隻同時発注が決定された。その2隻が「香取」と「鹿島」となる。一方、同時発注のことは伝えることなくヴィッカーズ社とアームストロング社に対して兵器費を含めた価格の提出を求め、結果は次の通りであった。
- アームストロング社：129万3741ポンド（内兵器は40万8741ポンド）
- ヴィッカーズ社：129万2428ポンド（内兵器は41万1325ポンド）

この後、アームストロング社は兵器代金の1％値引きを申し出た。戦艦1隻の発注としての再入札は2社の競争をあおったものと思われる。12月ごろにはヴィッカース社が受注するとの情報がイギリス側に伝わっていたが、前述のように日本側は2隻同時発注に決めイギリス側に通知した。その際のアームストロング社の価格は1％値引きが適用されたものであった。支払いは、通常は引き渡しまでに完了するところを5分の2は引き渡し後に3年かけて支払う形となり、利子は4％となった。これは支払いが倍になることを回避するためである。なお、これでも年度ごとの支出は当初計画通りにはならないため、他の艦の建造予算との間で操作がなされている。支払総額はその後の修正もあってヴィッカーズ社136万1025ポンド2シリング8ペンス、アームストロング社136万1529ポンド19シリング11ペンスであった。これは当初予算内であり、日本側はイギリス2社を競争させることで財政上の問題なしに戦艦2隻を同時にえられることとなった。なお、利子4％は、アームストロング社はともかく受注確実と思われていたヴィッカース社にとってこの支払方法は不満があったと思われることを考慮したもので、条件としては悪いものではなかったと思われる。

## 同型艦
同型艦だが、細部をそれぞれの造船所に一任したため、船体の大きさ・機関の出力などは異なっている。
- 香取 (戦艦)
- 鹿島 (戦艦)